# Talang Pantai
Talang Pantai is een bestuurslaag in het regentschap Bungo van de provincie Jambi, Indonesië. Talang Pantai telt 2778 inwoners (volkstelling 2010).